# Pero Juričić
Pero Juričić (Seoce, 19. srpnja 1945.) je hrvatski kazališni, televizijski i filmski glumac.

## Filmografija

### Televizijske uloge
- "Ča smo na ovon svitu..." kao Tonko (1973.)
- "Čovik i po" (1974.)
- "Kapelski kresovi" kao Artiljerac (1975. – 1976.)
- "Ptice nebeske" (1989.)
- "Smogovci" (1996.)
- "Hlapićeve nove zgode" kao Robi Reponja/Gospodin Puhalo (glas) (2002.)
- "Villa Maria" kao gradonačelnik Sinković (2004. – 2005.)
- "Kad zvoni?" kao Jakov (2005.)
- "Ljubav u zaleđu" kao gradonačelnik Sinković (2005. – 2006.)
- "Luda kuća" kao Isidor Popečki (2006.)
- "Cimmer fraj" kao Gero (2007.)
- "Odmori se, zaslužio si" kao Lisica (2006. – 2007.)
- "Zabranjena ljubav" kao Otac Julijan (2007. – 2008.)
- "Zakon ljubavi" kao Milan Jandrić (2008.)
- "U stanici" kao djelatnik #1 (2009.)
- "Zakon!" kao najmodavac (2009.)
- "Mamutica" kao antikvar Šovagić (2009.)
- "Stipe u gostima" kao Kozlović (2012.)
- "Larin izbor" kao sudac na Dinkovom suđenju (2013.)
- "Prava žena" kao Franjo Buzan (2016.)
- "Crno-bijeli svijet" kao Ante Topić Mimara (2019.)
- "Blago nama" kao Vatroslav Zekanović (2022.)
- "Metropolitanci" kao Ozren Katić (2022.)
- "San snova" kao gosp. Kristek (2023.)
- "Kumovi" kao Danko (2025.)

### Filmske uloge
- "13. jul" (1982.)
- "Povratak Katarine Kožul" (1989.)
- "Territorio Comanche" (1997.)
- "Čudnovate zgode šegrta Hlapića" kao Bundaš/vlasnik cirkusa (glas) (1997.)
- "Holding" (2001.)
- "Cappucino zu Dritt" kao Peppino (2003.)
- "The Show Must Go On" kao Predrag Lazar (2010.)
- "Bakina unuka" kao deda (2015.)
- "Jedno ubojstvo za van" kao odvjetnik (2017.)
- "Djeca sa CNN-a" kao starac (2022.)

### Sinkronizacija
- "Znatiželjni George" kao g. Bloomsberry (2006.)
- "Balada o Nessie" kao Narator
- "Barbie Matovilka" kao Kralj Frederik (2002.)
- "Josip: Kralj snova" kao Jakov (2000.)
- "Petar Pan" kao Sir Edward Quiller Couch (2003.)
- "Kralj lavova 1" kao Rafiki (2003.)
- "Sinbad: Legenda o sedam mora" kao Kralj Dimas (2003.)
- "Okretala se i čarolija zrcala" kao Socras (2004.)
- "Pobuna na farmi" kao Imbrek (2004.)
- "Shrek 2, 3" kao Kralj Harold (2004., 2007.)
- "Animotoza u zemlji Nondove" kao Ključ 1 (2005.)
- "Tarzan 1" (2005.)
- "Čarobni vrtuljak" kao Zebedin (2005.)
- "Zebra trkačica" kao Šerif Woodzie (2005.)
- "Hrabri Pero" kao Srećko i Žak (2005.)
- "Barbie i čarolija pegaza" kao Kralj (2005.)
- "Zmajevi Vatre i Leda" kao kralj Olsef (2005.)
- "Dinotopia: Potraga za starim rubinom" kao gradonačelnik (2005.)
- "Garfield 2: Priča o dvije mačke" kao Smithee (2006.)
- "Pusti vodu da miševi odu" kao čovjek, Harold i kum (2006.)
- "Čiča miča, (ne)sretna je priča" kao patuljak Boško (2006.)
- "Barbie Fairytopia: Sirenija" kao Gljivko Maksimko (2006.)
- "Auti 1, 2, 3" kao Martin (2006., 2011., 2017.)
- "Riba ribi grize rep" kao Sykes (2004.)
- "Kad krave polude" kao Miles (2006.)
- "Mravator" kao Šef vijeća (2006.)
- "Arthur u zemlji Minimoya" kao Skelar (2006.)
- "Medvjedići dobra srca: Put u Zezograd" kao veliki kneževnik Cerek i lav #2 (2006.)
- "Barbie Fairytopia: Čarolija duge" kao Gljivko Maksimko (2007.)
- "Pčelin film" kao Lou Lo Duca (2007.)
- "Juhu-hu" kao zdravstveni inspektor (2007.)
- "Divlji valovi" kao djed pingvin (2007.)
- "Princeza sunca" kao Gulmekiz (2007.)
- "Trnoružica" kao Kralj Hubert (2008.)
- "101 dalmatinac" kao Pukovnik (2008.)
- "Stravičan u Ludi Svijet" (2008.)
- "Igor" kao Doktor Glickenstein (2008.)
- "Život buba" kao Kornelijus (2008.)
- "Priča o mišu zvanom Despero" kao Hovis (2008.)
- "Barbie i tri mušketira" (2009.)
- "Nebesa" kao Karl Fredriksen (2009.)
- "Princeza i žabac" kao Reggie (2009.)
- "Koralina i tajna ogledala" kao mačak (2009.)
- "Ljepotica i zvijer" kao Din Don (2010.)
- "Fantazija 2000" kao Itzhak Perlman (2010.)
- "Priča o igračkama 2" kao Podli Pero kopač (2010.)
- "Shrek uvijek i zauvijek" kao Kralj Harold (2010.)
- "Alpha i Omega" kao Marcel (2010.)
- "Rango" kao gradonačelnik (2011.)
- "Gnomeo i Julija" kao Rumenski (2011.)
- "Arthur Božić" kao Pradjedica (2011.)
- "Ledeno doba: Božić mamutskih proporcija" kao Djed Božićnjak (2011.)
- "Hop" (2011.)
- "Lorax: Zaštitnik šume" kao stari Štancer (2012.)
- "Ledeno doba 4: Zemlja se trese" kao Pripovjedač (2012.)
- "Sammy 2: Morska avantura" kao Roko (2012.)
- "Snježno kraljevstvo" kao Vojvoda od Šmizlograda (2013.)
- "Avioni 2: Nebeski vatrogasci" kao Bus Trus (2014.)
- "Poštar Pat" kao gdin. Brown (2014.)
- "Medvjedić Paddington, 2" kao G. Gruber (2014., 2017.)
- "Hotel Transilvanija 2, 3" kao Vlad (2015., 2018.)
- "Mali šef" kao Magić (2017.)
- "Coco i velika tajna" kao Chicharron (2017.)
- "Petar Zecimir: Skok u avanturu" kao Samuel Brko (2021.)

## Vanjske poveznice
- Pero Juričić u internetskoj bazi filmova IMDb-u (engl.)
- Stranica na ZKL.hr  Arhivirana inačica izvorne stranice od 16. prosinca 2011. (Wayback Machine)
- Pero Juričić u internetskoj bazi hrvatskih sinkronizacija